# Sikorsky S-43
Die Sikorsky S-43 war ein zweimotoriges Amphibienflugzeug des US-amerikanischen Herstellers Sikorsky Aircraft.

## Geschichte
Das 1935 zum ersten Mal geflogene Flugzeug wurde von Michael Gluhareff entworfen. Von Pan Am war das Flugzeug als Ersatz der Consolidated Commodore für den Einsatz auf nachrangigen Strecken in Südamerika geplant, wo sich Linienflüge der größeren Sikorsky S-42 Clipper nicht lohnten. Die Maschine stellte eine zweimotorige, ansonsten aber maßstäbliche Verkleinerung der viermotorigen S-42 dar, woraus sich auch der Zusatzname Baby Clipper herleitete.
Insgesamt wurden 22 Maschinen als S-43, eine als S-43-A und drei weitere mit geringen Modifikationen als S-43-B hergestellt. Nach speziellen Kundenwünschen baute Sikorsky auch je eine S-43 für Howard Hughes (S-43H) und Harold Vanderbilt. Drei an Iloilo-Negros Air Express als Insel-Zubringer 1937/38 gelieferte Maschinen hatten einen um 30 cm verlängerten Rumpf und Cyclone-Triebwerke. Sie trugen die Werksbezeichnung S-43-W, während eine weitere Maschine der Gesellschaft, die nur als Flugboot operierte, die Bezeichnung S-43-WB trug.
Es existieren (Stand 2017) noch zwei komplette S-43. Eine JRS-1 im Pima Air Museum in Tucson und die ehemalige S-43H von Howard Hughes, die sich noch in einem flugfähigen Zustand befinden soll. 2013 erwarb Kermit Weeks dieses Flugzeug für sein Museum Fantasy of Flight.

## Konstruktion
Die S-43 war eine Ganzmetall-Konstruktion mit einem einfach gestuften Bootskörper. Die Tragflächen des Hochdeckers saßen auf einem zentralen Pylon und waren gegen den Rumpf mit N-Stielen verstrebt. Die über 48 % der Spannweite reichenden Landeklappen verringerten die Strömungsabriss-Geschwindigkeit auf 104 km/h, sodass auch von kleineren Gewässern aus operiert werden konnte.

## Nutzung

### Zivil
Pan Am bestellte im September 1935 13 Maschinen, die zwischen Januar und Dezember 1936 ausgeliefert wurden. Davon erhielt die Tochtergesellschaften Panair do Brasil und Panagra sieben respektive zwei Exemplare. Die anderen flogen für Pan Am auf Strecken in der Karibik. Entgegen der sonstigen Praxis bei Pan Am erhielten die Flugzeuge keine offiziellen Namen. Pan Am setzte eine ihrer S-43 1938 für Erkundungsflüge in Alaska im Rahmen von geplanten Streckenerweiterungen ein.

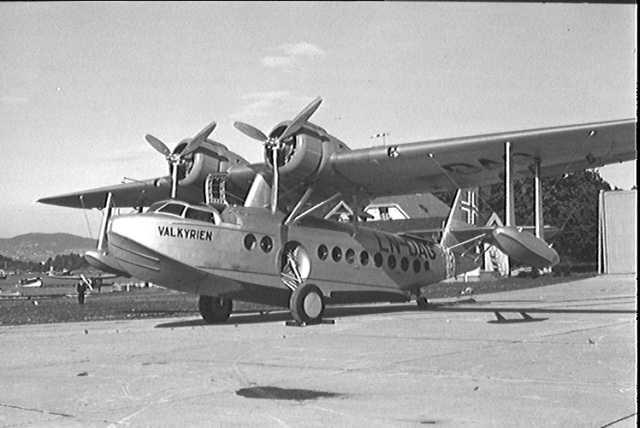
Die S-43 der norwegischen DNL

Vier S-43 verkaufte Sikorsky an die Inter-Island Airways of Hawaii, vier Exemplare beschaffte die französische Aéromaritime in Westafrika und eine ging an die norwegische DNL. Weitere Nutzer waren wahrscheinlich Gesellschaften aus Chile, Volksrepublik China und Russland.

### Militärisch
Das Bureau of Aeronautics bestellte 1937 die ersten von 17 Flugzeugen, die in den folgenden zwei Jahren unter der Bezeichnung JRS-1 übernommen wurden. „JR“ war dabei die von 1935 bis 1955 gültige Aufgabenkennung der US Navy für „Utility Transport“. Die Staffel VJ-1 in San Diego erhielt 8 der 17 Maschinen, während die anderen auf verschiedene Stützpunkte (z. B. je eine in San Diego bei VMJ-1 und in Quantico bei der VMJ-2) verteilt wurden. Beim Eintritt der USA in den Zweiten Weltkrieg gab es noch vier JRS-1 bei der US Navy und eine beim Marine Corps. Letztere ist davon das einzige Exemplar das den Krieg überstand.
Von den insgesamt 22 für militärische Zwecke hergestellten Exemplare der S-43 gingen 5 an das US Army Air Corps. Diese erhielten anfangs die Bezeichnung Y1OA-8, später dann OA-8 (OA für Observation, Amphibium). Im Juli 1941 wurde zusätzlich die zivile S-43H unter der Bezeichnung OA-11 requiriert. Die ursprünglich von Howard Hughes für eine Erdumrundung beschaffte Maschine wurde mit der USAAC-Seriennummer 42-1 vom Army Corps of Engineers (North Atlantic Division) eingesetzt. Bei einem Landeunfall trug sie jedoch das „falsche“ Kennzeichen 74327.

## Technische Daten
| Kenngröße             | Sikorsky S-43                             |
| --------------------- | ----------------------------------------- |
| Besatzung             | 2                                         |
| Passagiere            | 15–19                                     |
| Länge                 | 15,60 m                                   |
| Spannweite            | 26,23 m                                   |
| max. Startmasse       | 8670 kg                                   |
| Triebwerke            | zwei R-1690 SIE-G Hornet, 559 kW (750 PS) |
| Höchstgeschwindigkeit | 310 km/h                                  |
| Reichweite            | 1250 km                                   |

## Zwischenfälle
In der gesamten Nutzungszeit dieses Flugzeugtyps gab es 10 Unfälle mit 55 Toten. Die beiden schwersten Unfälle waren der Absturz am 2. August 1937 westlich von Cristóbal, Panama mit 14 Toten, sowie der Absturz einen Kilometer nördlich des Flughafens Rio de Janeiro-Santos Dumont am 13. August 1939 wegen schlechter Witterungsbedingungen mit 14 Toten und zwei Überlebenden.